# École normale supérieure
École normale supérieure – francuska szkoła wyższa, jedna z tzw. wielkich szkół (Grandes écoles).

## Écoles normales supérieures

### Obecnie istniejące
- École Normale Supérieure (ENS) w Paryżu, przy ulicy Ulm
- École normale supérieure w Lyonie
- École normale supérieure w Cachan

### Nieistniejące
- École normale de l'an III – stworzona w trzecim roku istnienia Francji jako republiki (30 października 1794)
- École normale supérieure de jeunes filles w Sèvres, a od 1940 r. w Paryżu – szkoła dla dziewcząt (1881–1985)
- École normale supérieure w Fontenay-aux-Roses – szkoła dla dziewcząt (od 1880 do 1986)
- École normale supérieure w Saint-Cloud – szkoła dla chłopców (od 1882 do 1986)

W 1981 roku dwie ostatnie, wymienione powyżej, szkoły stały się koedukacyjne, a od 1986 zostały one połączone by stworzyć humanistyczną École normale supérieure – Lettres et Sciences Humaines (ENS-LSH). Nauki ścisłe przeniesione zostały do nowego ośrodka, nazwanego po prostu École normale supérieure de Lyon. W 2010 roku, obie szkoły zjednoczyły się i ich obecna nazwa to École normale supérieure de Lyon.

## Absolwenci (wybór)
- Nauki ścisłe
  - Medycyna i biologia
    - Louis Pasteur (1843)

  - Nagroda Nobla
    - Claude Cohen-Tannoudji
    - Pierre-Gilles de Gennes
    - Gabriel Lippmann
    - Louis Néel
    - Jean Baptiste Perrin (1891, 1926)
    - Paul Sabatier
    - Alfred Kastler (1921, 1966)

  - Fizycy
    - Marcel Brillouin (1878)
    - Edouard Branly
    - Léon Brillouin
    - Thomas Fink
    - Paul Langevin (1894)
    - Hubert Curien
    - Yves Rocard

  - Matematycy
    - Antoine Augustin Cournot
    - Évariste Galois (1829)
    - Jean Gaston Darboux
    - Paul Emile Appell
    - Jacques Salomon Hadamard
    - Henri Lebesgue
    - Paul Painlevé
    - Édouard Lucas
    - Charles Emile Picard
    - Élie Cartan (1888)
    - Mihailo Petrović (1890)
    - Émile Borel
    - Maurice René Fréchet
    - Pierre Fatou (1898)
    - Henri Cartan (1923)
    - Jean Dieudonné (1924)
    - Jacques Herbrand
    - Szolem Mandelbrojt
    - Jean Leray
    - Claude Chevalley
    - Cahit Arf (1932)
    - André Weil
    - Roger Godement (1940)
    - Adrien Douady
    - Medal Fieldsa – wszyscy francuscy laureaci ukończyli ENS.
      - Laurent Schwartz (1950 MF)
      - Jean-Pierre Serre (1954 MF)
      - René Thom (1958 MF)
      - Alain Connes (1982 MF)
      - Pierre-Louis Lions (1994 MF)
      - Jean-Christophe Yoccoz (1994 MF)
      - Laurent Lafforgue (2002 MF)
      - Wendelin Werner (2006 MF)
- Humanistyka
  - Filozofowie
    - Louis Althusser
    - Viktor Chaim Blerot
    - Jean Hyppolite
    - Emile Auguste Chartier "Alain"
    - Henri Bergson (1878) (1927 Literacka Nagroda Nobla)
    - Hippolyte Taine (1848)
    - Eugène Véron (1846)
    - Raymond Aron (1924)
    - Georges Canguilhem (1924)
    - Jean-Paul Sartre (1924)
    - Maurice Merleau-Ponty (1926)
    - Michel Foucault (1946)
    - Jacques Derrida (1952)
    - André Comte-Sponville (1972)
    - Simone Weil

  - Socjologowie (studiowali filozofię na ENS)
    - Émile Durkheim (1879)
    - Pierre Bourdieu (1951)

  - Pisarze (niektórzy byli także filozofami)
    - Romain Rolland (1886) (1915 Literacka Nagroda Nobla)
    - Jules Romains
    - Paul Nizan (1924)
    - Robert Brasillach
    - Jean Giraudoux
    - Léopold Sédar Senghor
    - Charles Péguy (1894)
    - Paul Bénichou (1927)
    - Julien Gracq (1930)
    - Aimé Césaire

  - Inni
    - Georges Dumézil (1916)
    - Neil MacGregor
- Ekonomiści
  - Gérard Debreu (1941, 1983)
- Politycy
  - Jean Jaurès (1878)
  - Paul Painlevé
  - Léon Blum (1890) (usunięty z trzeciego roku)
  - Édouard Herriot (1891)
  - Georges Pompidou (1931)
  - Alain Juppé (1964)
  - Laurent Fabius (1966)

- Polacy w ENS
  - Marek Więckowski (2002-2004)